# Головне розшарування
У математиці, зокрема топології та диференціальній геометрії головним розшаруванням називається об'єкт який локально виглядає як прямий добуток X × G деякого простору X і групи G. Залежно від ситуації X може бути, наприклад, топологічним простором або диференційовним многовидом, а G відповідно топологічною групою або групою Лі.
Сам прямий добуток є окремим випадком головного розшарування який називається тривіальним головним розшаруванням.
Окрім топології й диференціальної геометрії де вони є одними з найважливіших об'єктів вивчення головні розшарування також широко використовуються в теоретичній фізиці зокрема калібрувальних теоріях.

## Формальне визначення
Єдиного стандартного визначення головного розшарування немає. Як і для деяких інших видів розшарувань у математичній літературі існує декілька визначень, що відрізняються декількома моментами. Нижче подано один з поширених варіантів визначення.
Нехай {\displaystyle \left(E,\pi ,B,F\right)}⁣ — ⁣локально тривіальне розшарування, де {\displaystyle E}, {\displaystyle B} і {\displaystyle F} є топологічними просторами, що називаються загальним простором, базовим простором і шаром відповідно, а {\displaystyle \pi \colon E\to B} — неперервне сюр'єктивне відображення. Нехай також {\displaystyle \{U_{\alpha }\}} — покриття бази {\displaystyle B} відкритими множинами, і {\displaystyle \phi _{\alpha }:\pi ^{-1}(U_{\alpha })\to U_{\alpha }\times F} — відповідні їм відображення тривіалізації. Якщо множина {\displaystyle U_{\alpha }\cap U_{\beta }} є непустою і {\displaystyle x\in U_{\alpha }\cap U_{\beta }}, то відображення {\displaystyle \varphi _{\alpha \beta }} визначене з рівності {\displaystyle (x,\phi _{\alpha \beta }f)=\phi _{\beta }\circ \phi _{\alpha }^{-1}(x,f),\;\forall f\in F} є автоморфізмом (гомеоморфізмом на себе) простору {\displaystyle F}. Таким чином визначене відображення {\displaystyle \{\phi _{\alpha \beta }:U_{\alpha }\cap U_{\beta }\to \mathrm {Aut} \,F\}.}
Нехай тепер {\displaystyle G} — топологічна група, для якої визначена неперервна дія на просторі {\displaystyle F}. Якщо всі визначені вище автоморфізми {\displaystyle \phi _{\alpha \beta }(x)} визначаються дією якогось елемента групи {\displaystyle G} і відображення {\displaystyle \{\phi _{\alpha \beta }:U_{\alpha }\cap U_{\beta }\to G\}} є неперервним то таке розшарування називається G-розшаруванням.
G-розшарування називається головним розшаруванням, якщо стандартний шар {\displaystyle F} є гомеоморфним самій групі {\displaystyle G}. Дія групи {\displaystyle G} на всіх шарах визначається дією на локальній тривіалізації, де вона визначається звичайним множенням елементів групи. На загальному просторі теж природно визначається множення. Якщо {\displaystyle g\in G} і {\displaystyle p\in \pi ^{-1}(U)\subset E}, де {\displaystyle U\subset B} і існує тривіалізація {\displaystyle \phi :\pi ^{-1}(U)\to U\times F} для якої {\displaystyle \phi (p)=(x,f)} то {\displaystyle p\cdot g=\phi ^{-1}(x,f\cdot g)}.
У випадку гладких структур визначення залишаються такими ж тільки поняття топологічних просторів, неперервних відображень і топологічних груп замінюють диференційовними многовидами, диференційовними відображеннями й групами Лі.
В альтернативних визначеннях часто не вимагається неперервність (диференційовність) відображень {\displaystyle \varphi _{\alpha \beta }}. Також вимоги локальної тривіальності замінюються на деякі слабші вимоги.

## Властивості
- Однією з найважливіших властивостей головних розшарувань є досить простий критерій тривіальності розшарування, тобто критерій того чи є розшарування гомеоморфним (чи дифеоморфним для категорії гладких многовидів) тривіальному розшаруванню розшарування {\displaystyle B\times G.}

Головне розшарування є тривіальним тоді й тільки тоді коли для нього існує глобальний переріз. Аналогічне твердження не є справедливим для довільного локально тривіального розшарування.
Більш загально для підмножини {\displaystyle U} в {\displaystyle B} існує локальна тривіалізація {\displaystyle \phi :\pi ^{-1}(U)\to U\times G} тоді і тільки тоді коли для цієї множини існує локальний переріз. Справді при наявності такої тривіалізації можна визначити переріз {\displaystyle s:U\to \pi ^{-1}(U)} як
{\displaystyle s(x):=\phi ^{-1}(x,e)}, де {\displaystyle e} є одиничним елементом групи {\displaystyle G}.
Навпаки для деякого локального перерізу {\displaystyle s} локальну тривіалізацію {\displaystyle \phi } можна визначити як: {\displaystyle \phi ^{-1}(x,g)=s(x)\cdot g} для {\displaystyle x\in U,\;g\in G.}
Визначені локальними перерізами локальні тривіалізації є {\displaystyle G}-еквіваріантними, тобто: якщо тривіалізацію
{\displaystyle \phi :\pi ^{-1}(U)\to U\times G} записати як
{\displaystyle \phi (p)=(\pi (p),\varphi (p))} то відображення {\displaystyle \varphi :P\to G} з шару над {\displaystyle \pi (p)} в групу {\displaystyle G} задовольняє рівність:
{\displaystyle \varphi (p\cdot g)=\varphi (p)\cdot g}
Якщо тепер {\displaystyle (\{U_{\alpha }\},\{\phi _{\alpha }\})} — деякий тривіалізаційний атлас і локальні перерізи на множинах {\displaystyle U_{i}} визначені як і раніше {\displaystyle s_{\alpha }(x):=\phi _{\alpha }^{-1}(x,e)} і перетин двох множин {\displaystyle U_{\alpha }\cap U_{\beta }} є непустим, то 
{\displaystyle s_{\beta }(x)=s_{\alpha }(x)\cdot \phi _{\alpha \beta }(x)} де {\displaystyle x\in U_{\alpha }\cap U_{\beta }}, а відображення {\displaystyle \varphi _{\alpha \beta }} визначене як і раніше.
- Якщо {\displaystyle \left(E,\pi ,B,G\right)} є головним {\displaystyle G}-розшаруванням у категорії гладких многовидів, то група Лі {\displaystyle G} діє вільно на {\displaystyle E} і множина орбіт {\displaystyle P/G} є дифеоморфною до базового простору {\displaystyle B}.

Навпаки можна дати характеристику гладких головних розшарувань на основі цих властивостей: нехай {\displaystyle E} є гладким многовидом, {\displaystyle G} є групою Лі й визначена дія групи {\displaystyle \mu :P\times G\to P} яка є гладкою, вільною і для відображень визначених цією дією прообрази компактних множин є компактними. Тоді:
- {\displaystyle E/G} (простір орбіт) є гладким многовидом,
- Проєкція {\displaystyle \pi :E\to E/G} є субмерсією,
- {\displaystyle \left(E,\pi ,E/G,G\right)} є гладким головним розшаруванням.

## Приклади
- Найпростішим прикладом головного розшарування є тривіальне розшарування {\displaystyle B\times G.} У такому випадку {\displaystyle \pi } є проєкцією на першу компоненту, усі тривіалізаційні відображення є тотожними відображеннями, а дія групи {\displaystyle G} визначається множенням на дугу компонента.

- Основним прикладом є так зване реперне розшарування або розшарування баз векторних просторів. У цьому випадку кожній точці базового простору присвоюється деяка впорядкований базис векторного простору так, що ці базиси змінюються неперервно зі зміною базисної точки. Структурною групою в цьому випадку є загальна лінійна група.

Для категорії гладких многовидів найважливіший приклад такої побудови пов'язаний з дотичним розшаруванням. Нехай M — диференційовний многовид, {\displaystyle U\subset M} — координатна множина і {\displaystyle x_{1},\ldots ,x_{n}}⁣ — відповідні координатні функції. Тоді векторні поля {\displaystyle {\partial  \over \partial x_{1}},\ldots ,{\partial  \over \partial x_{n}}}є базисом дотичного розшарування {\displaystyle TU}.
Усі інші базиси на цьому дотичному розшаруванні отримуються як {\displaystyle e_{i}=g(p)\left({\partial  \over \partial x_{i}}\right)_{p}} де {\displaystyle p\in M,\;1\leqslant i\leqslant n}, а {\displaystyle g:U\to GL(A)} є диференційовним відображенням і дотичні простори в усіх точках множини {\displaystyle U\subset M} ідентифікуються через базиси з координатних дотичних векторів. Тоді як тривіальні відображення можна взяти відображення {\displaystyle \phi (p;e_{1},\ldots ,e_{n})=(p,g(p)).}
Якщо {\displaystyle V\subset M} — інша координатна множина і {\displaystyle y_{1},\ldots ,y_{n}} — відповідні координатні функції то перехід між векторними полями {\displaystyle {\partial  \over \partial x_{1}},\ldots ,{\partial  \over \partial x_{n}}} і {\displaystyle {\partial  \over \partial y_{1}},\ldots ,{\partial  \over \partial y_{n}}} відбувається за допомогою матриця Якобі координатних функцій. Ці матриці гладко залежать від елементів множини {\displaystyle U\cap V.}
Множини довільного координатного атласу в цьому випадку будуть множинами тривіалізаційного атласу з визначеними вище відображеннями тривіалізації. Перехідні відображення на загальній лінійній групі тоді будуть рівні множенню справа на відповідні матриці Якобі
- Нехай {\displaystyle \left(E,\pi ,B,F\right)} — довільне локально тривіальне {\displaystyle G}-розшарування з тривілізаційним атласом {\displaystyle (\{U_{\alpha }\},\{\phi _{\alpha }\})} і відповідними неперервними відображеннями переходу {\displaystyle \{\phi _{\alpha \beta }:U_{\alpha }\cap U_{\beta }\to G\}}. Тоді з цим розшаруванням природно пов'язане головне розшарування {\displaystyle \left(E_{G},\pi ,B,G\right)} з тим самим базовим простором {\displaystyle B} локальним покриттям {\displaystyle \{U_{\alpha }\}} і відображеннями {\displaystyle \{\phi _{\alpha \beta }:U_{\alpha }\cap U_{\beta }\to G\}}⁣, але стандартний шар у ньому замість {\displaystyle F} рівний {\displaystyle G} і локально розшарування має вигляд {\displaystyle U\times G} замість {\displaystyle U\times F.} Замість дії групи {\displaystyle G} на просторі {\displaystyle F} розглядається дія групи {\displaystyle G} через звичайне множення в групі. Визначене так розшарування називається асоційованим головним розшаруванням.

Оскільки головні розшарування є загалом простішими, ніж довільні локально тривіальні розшарування то для вивчення властивостей останніх часто буває корисним вивчення асоційованих головних розшарувань.